# Simon van Dorp
Simon van Dorp (* 10. April 1997 in Amsterdam) ist ein niederländischer Ruderer und Vizeweltmeister im Achter, er gewann bei den Olympischen Spielen 2024 in Paris die Bronzemedaille im Einer.

## Karriere
Simon van Dorp begann 2011 mit dem Rudersport. Seinen ersten internationalen Start hatte er im Achter bei den Junioren-Weltmeisterschaften 2014. Hinter dem Boot aus Deutschland konnte der niederländische Achter die Silbermedaille gewinnen. 2015 startete er erneut im Achter bei den Junioren-Weltmeisterschaften. Dieses Mal konnten sie den Titel gewinnen, vor den Booten aus den Vereinigten Staaten und Deutschland. 2016 gewann er zusammen mit Michiel Oyen, Nelson Ritsema, Michiel Mantel, Jaap Scholten, Maarten Hurkmans, Lex van den Herik, Max Ponsen und Diederik van Engelenburg bei den U23-Weltmeisterschaften den Weltmeistertitel im niederländischen Achter. Ein Jahr später starteten sie beim dritten Ruder-Weltcup der Saison 2017 in Luzern als zweites Boot der Niederlande. Der Großteil der Mannschaft blieb unverändert, nur Bram Schwarz als Schlagmann und Bjorn Kwee als neuer Steuermann ergänzten die Crew. Im Finale belegten sie am Ende den fünften Platz. Anschließend starteten sie im Juli bei den U23-Weltmeisterschaften, wo sie vor den Booten aus Rumänien und Großbritannien erneut den Titel gewinnen konnten.
2018 startete er beim zweiten Ruder-Weltcup der Saison in Linz/Ottensheim wieder im Achter. Dieses Mal saß er allerdings im ersten der beiden Boote aus den Niederlanden. Zusammen mit Vincent van der Want, Boudewijn Röell, Maarten Hurkmans, Mechiel Versluis, Ruben Knab, Lex van den Herik, Freek Robbers und Diederik van Engelenburg gewann er die Bronzemedaille hinter den Achtern aus Deutschland und Großbritannien. Beim dritten Weltcup der Saison in Luzern gelang es ihnen erneut die Bronzemedaille zu gewinnen. Im August bei den Europameisterschaften in Glasgow gewannen sie die Silbermedaille hinter der deutschen Mannschaft. Bei der Weltmeisterschaft verpassten sie dann den Sprung ins A-Finale. Mit dem Sieg im B-Finale beendeten sie die Weltmeisterschaften auf dem siebten Platz.
Auf der heimischen Willem-Alexander Baan in Rotterdam ging er beim dritten Weltcup der Saison 2019 an den Start. Mit Mechiel Versluis, Ruben Knab, Jasper Tissen,
Maarten Hurkmans, Bram Schwarz, Bjorn van den Ende, Robert Lücken und Steuerfrau Aranka Kops erreichte er den vierten Platz bei diesem Wettbewerb. Bei der anschließenden Weltmeisterschaft belegten sie den dritten Platz im Vorlauf und verpassten dadurch die Qualifikation für das A-Finale. Dieses gelang ihnen aber mit einem Sieg im Hoffnungslauf doch noch. Im Finale konnten sie dann die Silbermedaille hinter dem deutschen Boot gewinnen.
Bei den Europameisterschaften 2020 gewann er zusammen mit Bjorn van den Ende, Ruben Knab, Kaj Hendriks, Jasper Tissen, Bram Schwarz, Mechiel Versluis, Robert Lücken und Aranka Kops die Bronzemedaille hinter den Mannschaften aus Deutschland und Rumänien. 2021 rückte Maarten Hurkmans für Kaj Hendriks in den Achter, der so wieder in der Besetzung von 2019 unterwegs war. Am Ergebnis änderte dies auch bei der Europameisterschaft in Varese wenig. Der niederländische Achter gewann bei dieser Europameisterschaft erneut die Bronzemedaille. Bei den Olympischen Spielen in Tokio belegte der niederländische Achter den fünften Platz.
Bei den Olympischen Spielen 2024 in Paris gewann van Dorp die Bronzemedaille im Einer.

## Privates
Simon van Dorp studiert seit 2017 Politische Wirtschaft an der University of Washington in Seattle. 2020 pausierte er sein Studium um sich mit der niederländischen Nationalmannschaft auf die Olympischen Spiele 2020 vorzubereiten.

## Internationale Erfolge
- 2014: Silbermedaille Junioren-Weltmeisterschaften im Achter
- 2015: Goldmedaille Junioren-Weltmeisterschaften im Achter
- 2016: Goldmedaille U23-Weltmeisterschaften im Achter
- 2017: Goldmedaille U23-Weltmeisterschaften im Achter
- 2018: Silbermedaille Europameisterschaften im Achter
- 2018: 7. Platz Weltmeisterschaften im Achter
- 2019: Silbermedaille Weltmeisterschaften im Achter
- 2020: Bronzemedaille Europameisterschaften im Achter
- 2021: Bronzemedaille Europameisterschaften im Achter
- 2021: 5. Platz Olympische Spiele 2020 im Achter
- 2023: Silbermedaille Europameisterschaften im Doppelvierer
- 2023: Silbermedaille Weltmeisterschaften im Einer
- 2024: Bronzemedaille Olympische Spiele im Einer